# Ruellia guerrerensis
Ruellia guerrerensis är en akantusväxtart som beskrevs av T.F. Daniel. Ruellia guerrerensis ingår i släktet Ruellia och familjen akantusväxter. Inga underarter finns listade i Catalogue of Life.